# 季孝龙
季孝龙（1976年7月10日—），中华人民共和国持不同政见者。

## 生平

### 时间线
| 日期          | 遭遇                                   |
| ------------- | -------------------------------------- |
| 2018年7月26日 | 因“寻衅滋事罪”被刑事拘留。             |
| 2019年1月14日 | 因“寻衅滋事罪”被判处有期徒刑3年6个月。 |
| 2022年4月30日 | 因“寻衅滋事罪”被警方带走，后取保候审   |
| 2022年8月31日 | 再次因“寻衅滋事罪”被刑事拘留。         |

2018年7月，疫苗丑闻事件爆发后，民情激愤，许多受害者家人推动一系列维权行动，其中包括“厕所革命”，即在儿童医院的厕所隔间内，书写“推翻中国共产党”或“打倒中国共产党”等字句。在上海从事高科技工作的季孝龙7月20号在推特上发文，建议民众响应“厕所革命”即在医院、大学等公共场所的厕所内，用马克笔写上“打倒共产党”等字句，6天后因涉嫌“寻衅滋事”被刑事拘留。2019年1月14日法院裁定其罪名成立，判刑三年半。
2022年4月2日，季孝龙在互联网上公开发表《速停运动式防疫，纾困解难发救济》请命书，要求当局停止运动式防疫措施。4月30日，其被警方带走，后被取保候审。
2022年5月29日，季孝龙再度因在推特上发布的言論被而警方从家中带走。
2022年6月4日8时30分左右，其被警察传唤。
8月31日下午，其被警方带走。据传是因其号召公开追究上海封城责任。
9月4日，其未婚妻收到季孝龙的刑事拘留通知书。通知书显示，季孝龙因所谓“寻衅滋事罪”被刑事拘留，並被羁押在上海市浦东新区看守所内。9月23日，季孝龍被上海市浦东新区检察院以涉嫌“寻衅滋事罪”批捕。他在看守所期間感染了新冠病毒，当时浑身疼痛发烧，但看守所没有提供治疗药物。2023年1月5日，季孝龍案件被退回补充侦查。